# Liste der Kulturdenkmale in Sudenburg
In der Liste der Kulturdenkmale in Sudenburg sind alle Kulturdenkmale des zur Stadt Magdeburg gehörenden Stadtteils Sudenburg aufgelistet. Grundlage ist das Denkmalverzeichnis des Landes Sachsen-Anhalt, das auf Basis des Denkmalschutzgesetzes vom 21. Oktober 1991 erstellt und seither laufend ergänzt wurde (Stand: 31. Dezember 2021).

## Denkmale
| Lage | Bezeichnung                                                                | Beschreibung | Erfassungs- nummer | Ausweisungsart | Bild                                                                       |
| --- | -------------------------------------------------------------------------- | --- | ------------------ | -------------- | -------------------------------------------------------------------------- |
| Ambrosiusplatz 1, 1a, 2–5, 7, Halberstädter Straße 140, 142 (Karte) | Ambrosiusplatz                                                             | Platz Der Platz bildet das Zentrum Sudenburgs. Napoleon I. hat ab 1812 die Neugründung Sudenburgs veranlasst. Hier sollten Menschen leben, die vorher in dem aus strategischen Gründen abgerissenen Ortsteil Sudenburg, südlich des Domes wohnten. In der Mitte des Platzes steht die Sankt-Ambrosius-Kirche, die das Bild des Platzes prägt. Nach Südosten öffnet sich der Platz zur Halberstädter Straße, einer Hauptstraße des Ortes. | 094 81915          | Baudenkmal     | Weitere Bilder                                                             |
| Ambrosiusplatz 2 (Karte) | Wohnhaus Ambrosiusplatz 2                                                  | Wohnhaus viergeschossiges Gebäude im Stil des Neobarock von 1895 | 094 81916          | Baudenkmal     | Wohnhaus Ambrosiusplatz 2                                                  |
| Ambrosiusplatz 3 (Karte) | Wohnhaus Ambrosiusplatz 3                                                  | ein- bis zweigeschossiges Wohnhaus aus der Zeit zwischen 1820 und 1830 | 094 81917          | Baudenkmal     | Wohnhaus Ambrosiusplatz 3                                                  |
| Ambrosiusplatz 5, 5a–d (Karte) | Villa Ambrosiusplatz 5, 5a–d                                               | repräsentative zweigeschossige Villa von 1889/90 | 094 81918          | Baudenkmal     | Villa Ambrosiusplatz 5, 5a–d                                               |
| Ambrosiusplatz 7, Halberstädter Straße 142 (Karte) | Wohn- und Geschäftshaus Ambrosiusplatz 7, Halberstädter Straße 142         | 1888 im Stil der Neorenaissance errichtetes viergeschossiges Wohn- und Geschäftshaus | 094 81989          | Baudenkmal     | Wohn- und Geschäftshaus Ambrosiusplatz 7, Halberstädter Straße 142         |
| Ambrosiusplatz (Karte) | Sankt-Ambrosius-Kirche                                                     | evangelische Kirche | 094 81838          | Baudenkmal     | Weitere Bilder                                                             |
| Amsdorfstraße 1 (Karte) | Wohnhaus Amsdorfstraße 1                                                   | drei- bis viergeschossiges Wohnhaus aus der Zeit um 1900 mit Stilelemente des Neobarocks | 094 81922          | Baudenkmal     | Wohnhaus Amsdorfstraße 1                                                   |
| Amsdorfstraße 2 (Karte) | Wohnhaus Amsdorfstraße 2                                                   | drei- bis viergeschossiges Wohnhaus aus der Zeit um 1900 | 094 81923          | Baudenkmal     | Wohnhaus Amsdorfstraße 2                                                   |
| Amsdorfstraße 5–7, Helmstedter Straße 39–41 (Karte) | Häusergruppe Amsdorfstraße 5–7, Helmstedter Straße 39–41                   | Häusergruppe Wohnkomplex im Stil des Neuen Bauens aus dem Jahr 1930 | 094 81924          | Baudenkmal     | Häusergruppe Amsdorfstraße 5–7, Helmstedter Straße 39–41                   |
| Aßmannstraße, Kroatenberg (Karte) | Hochbehälter Kroatenberg                                                   | Wasserwerk, ab dem Jahr 1867 errichteter Hochbehälter der Magdeburger Wasserversorgung | 094 71249          | Baudenkmal     | Hochbehälter Kroatenberg                                                   |
| Bergstraße 2 (Karte) | Wohnhaus Bergstraße 2                                                      | 1893 im Stil der Neogotik errichtetes ungewöhnlich schmales Wohnhaus | 094 17977          | Baudenkmal     | Wohnhaus Bergstraße 2                                                      |
| Braunschweiger Straße 1–10, 98–108 (Karte) | Straßenzug Braunschweiger Straße 1–10, 98–108                              | gründerzeitlicher Straßenzug aus der Zeit ab 1885 | 094 81925          | Baudenkmal     | Straßenzug Braunschweiger Straße 1–10, 98–108                              |
| Braunschweiger Straße 1 (Karte) | Wohn- und Geschäftshaus Braunschweiger Straße 1                            | viereinhalbgeschossiges Wohn- und Geschäftshaus im Stil des Neumanierismus von 1887 | 094 81926          | Baudenkmal     | Wohn- und Geschäftshaus Braunschweiger Straße 1                            |
| Braunschweiger Straße 2 (Karte) | Wohn- und Geschäftshaus Braunschweiger Straße 2                            | viereinhalbgeschossiges Wohn- und Geschäftshaus aus dem Jahr 1887 | 094 81927          | Baudenkmal     | Wohn- und Geschäftshaus Braunschweiger Straße 2                            |
| Braunschweiger Straße 3 (Karte) | Wohnhaus Braunschweiger Straße 3                                           | viereinhalbgeschossiges Wohnhaus von 1887/1888 | 094 81928          | Baudenkmal     | Wohnhaus Braunschweiger Straße 3                                           |
| Braunschweiger Straße 4 (Karte) | Wohn- und Geschäftshaus Braunschweiger Straße 4                            | viereinhalbgeschossiges Wohn- und Geschäftshaus von 1887 | 094 81929          | Baudenkmal     | Wohn- und Geschäftshaus Braunschweiger Straße 4                            |
| Braunschweiger Straße 5 (Karte) | Wohnhaus Braunschweiger Straße 5                                           | viergeschossiges Wohnhaus aus dem Jahr 1885 mit aufwendig gestalteter Fassade | 094 81930          | Baudenkmal     | Wohnhaus Braunschweiger Straße 5                                           |
| Braunschweiger Straße 6 (Karte) | Wohnhaus Braunschweiger Straße 6                                           | zweigeschossiges Wohnhaus im Stil des Neogotik von 1886/87 | 094 81931          | Baudenkmal     | Wohnhaus Braunschweiger Straße 6                                           |
| Braunschweiger Straße 8 (Karte) | Villa Braunschweiger Straße 8                                              | Die Villa wurde 1880 erbaut. Es ist ein zweigeschossiger Bau mit einem flachen Dach. An der vorderen Fassade befindet sich ein zweiachsiger Risalit mit einem flachen Giebel, der untere Teil des Risalit bildet ein Erker. | 094 81932          | Baudenkmal     | Villa Braunschweiger Straße 8                                              |
| Braunschweiger Straße 9 (Karte) | Wohnhaus Braunschweiger Straße 9                                           | viergeschossiges Wohnhaus aus den 1880er Jahren im Stil der Neorenaissance | 094 81933          | Baudenkmal     | Wohnhaus Braunschweiger Straße 9                                           |
| Braunschweiger Straße 10 (Karte) | Wohnhaus Braunschweiger Straße 10                                          | viergeschossiges Wohnhaus im Stil der Neorenaissance aus den 1880er Jahren | 094 81934          | Baudenkmal     | Wohnhaus Braunschweiger Straße 10                                          |
| Braunschweiger Straße 16 (Karte) | Wohn- und Geschäftshaus Braunschweiger Straße 16                           | viergeschossiges Wohn- und Geschäftshaus im Stil des Neobarocks | 094 81935          | Baudenkmal     | Wohn- und Geschäftshaus Braunschweiger Straße 16                           |
| Braunschweiger Straße 27, 28 (Karte) | Grundschule Sudenburg                                                      | Die Schule wurde von 1884 bis 1888 erbaut, es war eine Volksknaben- und Volksmädchenschule. Die Schule besteht aus dem Schulgebäude, dem Rektorenhaus, einer Kastellanwohnung, einem Latrinenbau und einer Mauer. Das Schulgebäude steht quer zur Straße, dahinter befindet sich die Turnhalle. | 094 81936          | Baudenkmal     | Grundschule Sudenburg                                                      |
| Braunschweiger Straße 44 (Karte) | Schokoladen- und Zuckerwarenfabrik Schondorff & Curio                      | Fabrik, Die Fabrik wurde von 1905 bis 1906 erbaut. Sie befindet sich im westlichen Bereich des Stadtteils unweit der Siedlung Otto-Richter-Straße und des Neuen Sudenburger Friedhofs. Im vorderen Teil des Grundstückes befindet sich die Fabrikantenvilla, im hinteren Bereich die Fabrikhallen. | 094 71102          | Baudenkmal     | Schokoladen- und Zuckerwarenfabrik Schondorff & Curio                      |
| Braunschweiger Straße 74 (Karte) | Wohn- und Geschäftshaus Braunschweiger Straße 74                           | dreigeschossiges Wohn- und Geschäftshaus aus dem Jahr 1906 | 094 81937          | Baudenkmal     | Wohn- und Geschäftshaus Braunschweiger Straße 74                           |
| Braunschweiger Straße 99 (Karte) | Wohnhaus Braunschweiger Straße 99                                          | viergeschossiges Wohnhaus im Stil der Neorenaissance von 1887 | 094 81939          | Baudenkmal     | Wohnhaus Braunschweiger Straße 99                                          |
| Braunschweiger Straße 100 (Karte) | Wohnhaus Braunschweiger Straße 100                                         | viergeschossiges Wohnhaus im Stil der Neorenaissance von 1887 | 094 81940          | Baudenkmal     | Wohnhaus Braunschweiger Straße 100                                         |
| Braunschweiger Straße 101, 102 (Karte) | Wohnhaus Braunschweiger Straße 101, 102                                    | viergeschossiges Wohnhaus im Stil der Neorenaissance von 1883 | 094 81941          | Baudenkmal     | Wohnhaus Braunschweiger Straße 101, 102                                    |
| Braunschweiger Straße 103 (Karte) | Wohnhaus Braunschweiger Straße 103                                         | dreigeschossiges Wohnhaus im Stil des Spätklassizismus von 1873/74 | 094 81942          | Baudenkmal     | Wohnhaus Braunschweiger Straße 103                                         |
| Braunschweiger Straße 104 (Karte) | Wohnhaus Braunschweiger Straße 104                                         | viergeschossiges Wohnhaus im Stil der Neorenaissance von 1884 | 094 81943          | Baudenkmal     | Wohnhaus Braunschweiger Straße 104                                         |
| Braunschweiger Straße 105 (Karte) | Wohnhaus Braunschweiger Straße 105                                         | fünfgeschossiges Wohnhaus im Stil des Neobarock von 1889 | 094 81944          | Baudenkmal     | Wohnhaus Braunschweiger Straße 105                                         |
| Braunschweiger Straße 106 (Karte) | Wohnhaus Braunschweiger Straße 106                                         | fünfgeschossiges Wohnhaus im Stil des Neobarock von 1889 | 094 81945          | Baudenkmal     | Wohnhaus Braunschweiger Straße 106                                         |
| Braunschweiger Straße 107 (Karte) | Wohnhaus Braunschweiger Straße 107                                         | fünfgeschossiges Wohnhaus von 1889 | 094 81946          | Baudenkmal     | Wohnhaus Braunschweiger Straße 107                                         |
| Braunschweiger Straße 108, Halberstädter Straße 88 (Karte) | Wohn- und Geschäftshaus Braunschweiger Straße 108, Halberstädter Straße 88 | viereinhalbgeschossiges Wohn- und Geschäftshaus von 1889 | 094 81976          | Baudenkmal     | Wohn- und Geschäftshaus Braunschweiger Straße 108, Halberstädter Straße 88 |
| Braunschweiger Straße (Karte) | Friedhofskapelle des Neuen Sudenburger Friedhofs                           | Die Kapelle auf den Neuen Friedhof wurde 1897 erbaut. Sie ist im neugotischen Stil erbaut und hat einen kreuzförmigen Grundriss. Auf dem Dach sitzt ein Dachreiter mit spitzem Helm. | 094 82663          | Baudenkmal     | Friedhofskapelle des Neuen Sudenburger Friedhofs                           |
| Brunnerstraße 1, Halberstädter Straße 58, 58a (Karte) | Wohnhaus Brunnerstraße 1, Halberstädter Straße 58, 58a                     | viergeschossiges Wohnhaus von 1936 | 094 81969          | Baudenkmal     | Wohnhaus Brunnerstraße 1, Halberstädter Straße 58, 58a                     |
| Brunnerstraße 2, 4, Halberstädter Straße 48, 50, 52, 54, 56 (Karte) | Häusergruppe Brunnerstraße 2, 4, Halberstädter Straße 48, 50, 52, 54, 56   | Häusergruppe viergeschossiger Wohnhäuser als Blockrandbebauung von 1904 bis 1911 | 094 81968          | Baudenkmal     | Häusergruppe Brunnerstraße 2, 4, Halberstädter Straße 48, 50, 52, 54, 56   |
| Brunnerstraße 6, 8, Schneidersgarten 7 (Karte) | Wohnhaus Brunnerstraße 6, 8, Schneidersgarten 7                            | Wohnhaus dreieinhalb- bis viergeschossiges Wohngebäude im Stil des Neuen Bauens aus dem Jahr 1935 | 094 81951          | Baudenkmal     | Wohnhaus Brunnerstraße 6, 8, Schneidersgarten 7                            |
| Brunnerstraße 18, 20, 22, 24, 26, 28, 30, 32, 34, 36, 38, 40, 42, 44, Dürerstraße 4, 6, 8, Holbeinstraße 1–8, Jordanstraße 17, 17a, 19, 21, 23, 25, 27, 29, 31, 33, 35, Lucas-Cranach-Straße 1–16, 18, Sudenburger Wuhne 12–17 (Karte) | Siedlung                                                                   | Siedlung | 094 82109          | Denkmalbereich | Siedlung                                                                   |
| Buckauer Straße 4, 5 (Karte) | Wohnhaus                                                                   | erbaut um 1880, spätklassizistische Fassade mit Pilastergliederung | 094 81952          | Baudenkmal     | Wohnhaus                                                                   |
| Buckauer Straße 7 (Karte) | Wohnhaus                                                                   | erbaut 1883 durch den Maurermeister A. Paul, ehemals spätklassizistische Fassade, z. Z. verfallen | 094 81953          | Baudenkmal     | Wohnhaus                                                                   |
| Buckauer Straße 8 (Karte) | Wohnhaus                                                                   | Das Wohnhaus wurde um 1880 erbaut. Die Fassade hat neobarocke Elemente und eine große rundbogige Durchfahrt. Das Haus ist spiegelsymmetrisch zum Nebenhaus Buckauer Straße 9. | 094 81954          | Baudenkmal     | Wohnhaus                                                                   |
| Buckauer Straße 9 (Karte) | Wohnhaus                                                                   | erbaut ca. 1880, Fassade spiegelsymmetrisch zum Nebenhaus Nr. 8 | 094 81955          | Baudenkmal     | Wohnhaus                                                                   |
| Dürerstraße 2, Jordanstraße 15 (Karte) | Wohnhaus Dürerstraße 2, Jordanstraße 15                                    | dreigeschossiges Wohnhaus aus der Zeit ab 1914 | 094 81958          | Baudenkmal     | Wohnhaus Dürerstraße 2, Jordanstraße 15                                    |
| Fichtestraße 29a (Karte) | Fichte                                                                     | Fabrik aus der Gründerzeit, derzeit als Fitness-Center genutzt | 094 82678          | Baudenkmal     | Fichte                                                                     |
| Halberstädter Straße 2 (Karte) | Verwaltungsgebäude                                                         | erbaut 1911 bis 1913 als Polizeipräsidium im neobarocken Stil, schlossähnlich konzipierte Anlage mit mehreren Schauseiten, Volutengiebeln und viereckigem Zwickelturm mit oktogonalem Aufsatz, Schweifhaube und Laterne, der Grundriss trapezförmig | 094 81961          | Baudenkmal     | Verwaltungsgebäude                                                         |
| Halberstädter Straße 8 (Karte) | Landgericht Magdeburg                                                      | Gericht | 094 70008          | Baudenkmal     | Landgericht Magdeburg                                                      |
| Halberstädter Straße 13 (Karte) | Villa                                                                      | errichtet 1900 nach dem Entwurf der Architekten Heinrich Cornelius und Emil Jaehn für den Kaufmann und Zuckerfabrikanten Max Burchardt, asymmetrisch Straßenfassade mit übergiebeltem Risalit und kurzem Turm | 094 82686          | Baudenkmal     | Villa                                                                      |
| Halberstädter Straße 21 (Karte) | Lager                                                                      | erbaut 1910 nach dem Entwurf des Architekten Johann August Duvigneau als Lager- und Verkaufsstätte des Magdeburger Warenvereins, später Jugendstil, Mansarddach, Mittelrisalit mit halbkreisförmigem Giebel | 094 70009          | Baudenkmal     | Lager                                                                      |
| Halberstädter Straße 26a (Karte) | Villa Halberstädter Straße 26a                                             | Die Villa wurde in der zweiten Hälfte des 19. Jahrhunderts erbaut. Es ist ein Rayonhaus aus der Zeit vor der gründerzeitlichen Bebauung. | 094 81963          | Baudenkmal     | Weitere Bilder                                                             |
| Halberstädter Straße 40 (Karte) | Villa Drevenstedt                                                          | entworfen und erbaut 1870 durch den Maurermeister Grobecker für den Zuckerwarenfabrikanten Wilhelm Jordan, anderthalbgeschossiger Putzbau im spätklassizistischen Stil mit hohem Sockel und flachem Walmdach, Fassade mit risalitartigen Seitenachsen | 094 70029          | Baudenkmal     | Villa Drevenstedt                                                          |
| Halberstädter Straße 43 (Karte) | Wohnhaus                                                                   | erbaut zwischen 1860 und 1870 im spätklassizistischen Stil | 094 81966          | Baudenkmal     | Wohnhaus                                                                   |
| Halberstädter Straße 46, Jordanstraße 1 (Karte) | Wohnhaus                                                                   | erbaut 1905 im Jugendstil von den Brüdern Edmund und Gustav Wend als Eckgebäude mit Postamt, betont durch Kasteneckerker mit Schweifgiebel | 094 81967          | Baudenkmal     | Wohnhaus                                                                   |
| Halberstädter Straße 47 (Karte) | Wohnhaus                                                                   | erbaut um 1880, Fassade mit zwölf Achsen und Stuckdekor im Stil des französischen Barockklassizismus, risalitartig aus der Fassade vorspringender Turm | 094 70019          | Baudenkmal     | Wohnhaus                                                                   |
| Halberstädter Straße 59, 59a (Karte) | Wohn- und Geschäftshaus                                                    | erbaut um 1890 als an der Mittelachse gespiegeltes Doppelhaus, an den Außenseiten Polygonalerker, barockisierende Fassade | 094 81970          | Baudenkmal     | Wohn- und Geschäftshaus                                                    |
| Halberstädter Straße 60 (Karte) | Villa Halberstädter Straße 60                                              | zweigeschossige repräsentative Villa aus der Zeit Anfang der 1860er Jahre | 094 70025          | Baudenkmal     | Villa Halberstädter Straße 60                                              |
| Halberstädter Straße 63 (Karte) | Wohn- und Geschäftshaus                                                    | Entwurf und Bau 1889 durch Maurermeister Pufe, Fassade im Neorenaissance-Stil, an den Außenachsen Polygonalerker, darüber Säulen- und Pilasterverzierung | 094 70011          | Baudenkmal     | Wohn- und Geschäftshaus                                                    |
| Halberstädter Straße 74 (Karte) | Wohnhaus Halberstädter Straße 74                                           | dreigeschossiges Wohnhaus aus der Zeit um 1870/1880 im Stil der Neorenaissance | 094 81971          | Baudenkmal     | Wohnhaus Halberstädter Straße 74                                           |
| Halberstädter Straße 78 (Karte) | Villa                                                                      | Villa | 094 81972          | Baudenkmal     | Villa                                                                      |
| Halberstädter Straße 82 (Karte) | Wohn- und Geschäftshaus Halberstädter Straße 82                            | viergeschossiges Wohn- und Geschäftshaus aus dem späten 19. Jahrhundert im Stil des Neobarock | 094 81973          | Baudenkmal     | Wohn- und Geschäftshaus Halberstädter Straße 82                            |
| Halberstädter Straße 83 (Karte) | Villa                                                                      | Villa | 094 81974          | Baudenkmal     | Villa                                                                      |
| Halberstädter Straße 86 (Karte) | Wohn- und Geschäftshaus                                                    | Wohn- und Geschäftshaus | 094 81975          | Baudenkmal     | Wohn- und Geschäftshaus                                                    |
| Halberstädter Straße 90 (Karte) | Wohn- und Geschäftshaus Halberstädter Straße 90                            | viergeschossiges Wohn- und Geschäftshaus aus dem Jahr 1901 | 094 81977          | Baudenkmal     | Wohn- und Geschäftshaus Halberstädter Straße 90                            |
| Halberstädter Straße 92 (Karte) | Wohn- und Geschäftshaus Halberstädter Straße 92                            | viergeschossiges Wohn- und Geschäftshaus aus der Zeit des späten 19. Jahrhunderts | 094 81978          | Baudenkmal     | Wohn- und Geschäftshaus Halberstädter Straße 92                            |
| Halberstädter Straße 110 (Karte) | Wohnhaus Halberstädter Straße 110                                          | viereinhalbgeschossiges Wohnhaus im Stil der Neorenaissance vom Ende des 19. Jahrhunderts | 094 81979          | Baudenkmal     | Wohnhaus Halberstädter Straße 110                                          |
| Halberstädter Straße 113, 113a (Karte) | Villa Halberstädter Straße 113, 113a                                       | repräsentative Villa im Stil der Neorenaissance und des Neobarock von 1881 | 094 82689          | Baudenkmal     | Villa Halberstädter Straße 113, 113a                                       |
| Halberstädter Straße 115a (Karte) | Zichorien- und Schokoladenfabrik Müller und Weichsel Nachf.                | von 1888 bis 1890 errichtetes Fabrikgebäude | 094 82690          | Baudenkmal     | Zichorien- und Schokoladenfabrik Müller und Weichsel Nachf.                |
| Halberstädter Straße 117 (Karte) | Wohnhaus Halberstädter Straße 117                                          | zweigeschossiges Wohnhaus aus der Mitte des 19. Jahrhunderts | 094 81980          | Baudenkmal     | Wohnhaus Halberstädter Straße 117                                          |
| Halberstädter Straße 122 (Karte) | Wohn- und Geschäftshaus Halberstädter Straße 122                           | fünfeinhalbgeschossiges Wohn- und Geschäftshaus im Stil des Neobarock aus dem späten 19. Jahrhundert | 094 81981          | Baudenkmal     | Wohn- und Geschäftshaus Halberstädter Straße 122                           |
| Halberstädter Straße 129 (Karte) | Wohn- und Geschäftshaus Halberstädter Straße 129                           | Wohn- und Geschäftshaus viergeschossiges Gebäude im Stil der Neorenaissance vom Ende des 19. Jahrhunderts | 094 81982          | Baudenkmal     | Wohn- und Geschäftshaus Halberstädter Straße 129                           |
| Halberstädter Straße 131 (Karte) | Wohn- und Geschäftshaus Halberstädter Straße 131                           | Wohn- und Geschäftshaus viergeschossiges Haus im Stil der Neorenaissance aus der Zeit um 1885 | 094 81983          | Baudenkmal     | Wohn- und Geschäftshaus Halberstädter Straße 131                           |
| Halberstädter Straße 132 (Karte) | Verwaltungsgebäude                                                         | ehemaliges Verwaltungsgebäude der Sudenburger Maschinenfabrik und Eisengießerei AG | 094 80269          | Baudenkmal     | Verwaltungsgebäude                                                         |
| Halberstädter Straße 133 (Karte) | Straßenbahndepot Sudenburg                                                 | Straßenbahndepot, als Museumsdepot genutzt | 094 81821          | Baudenkmal     | Straßenbahndepot Sudenburg                                                 |
| Halberstädter Straße 136 (Karte) | Wohnhaus                                                                   | Wohnhaus | 094 76689          | Baudenkmal     | Wohnhaus                                                                   |
| Halberstädter Straße 137, Kirchhofstraße 7, 8 (Karte) | Gasthof Zum goldenen Löwen                                                 | Gasthof | 094 81985          | Baudenkmal     | Gasthof Zum goldenen Löwen                                                 |
| Halberstädter Straße 138 (Karte) | Wohnhaus                                                                   | Wohnhaus | 094 76688          | Baudenkmal     | Wohnhaus                                                                   |
| Halberstädter Straße 140 (Karte) | Feuerwache Sudenburg                                                       | 1897 errichtete ehemalige Feuerwache, jetzt als Kulturzentrum genutzt | 094 76719          | Denkmalbereich | Feuerwache Sudenburg                                                       |
| Halberstädter Straße 140 (Karte) | Wohnhaus                                                                   | Wohnhaus | 094 81987          | Baudenkmal     | Wohnhaus                                                                   |
| Halberstädter Straße 141 (Karte) | Alte Apotheke                                                              | ein- bis zweigeschossiges, im Kern bis auf den Anfang des 19. Jahrhunderts zurückgehendes Wohn- und Geschäftshaus, größerer Umbau im Jahr 1887, langjährige Nutzung als Apotheke | 094 81988          | Baudenkmal     | Alte Apotheke                                                              |
| Halberstädter Straße 144 (Karte) | Wohnhaus                                                                   | Wohnhaus | 094 81990          | Baudenkmal     | Wohnhaus                                                                   |
| Halberstädter Straße 145 (Karte) | Wohn- und Geschäftshaus Halberstädter Straße 145                           | Wohn- und Geschäftshaus viereinhalbgeschossiges Gebäudes im Stil der Neorenaissance aus dem späten 19. Jahrhundert | 094 81991          | Baudenkmal     | Wohn- und Geschäftshaus Halberstädter Straße 145                           |
| Halberstädter Straße 152 (Karte) | Wohn- und Geschäftshaus Halberstädter Straße 152                           | 1891 im Stil des Neobarock errichtetes viergeschossiges Wohn- und Geschäftshaus | 094 81992          | Baudenkmal     | Wohn- und Geschäftshaus Halberstädter Straße 152                           |
| Halberstädter Straße 154 (Karte) | Wohn- und Geschäftshaus Halberstädter Straße 154                           | Wohn- und Geschäftshaus Etwa 1890 im Stil des Spätklassizismus errichteter viergeschossiger Bau. | 094 81994          | Baudenkmal     | Wohn- und Geschäftshaus Halberstädter Straße 154                           |
| Halberstädter Straße 157 (Karte) | Wohn- und Geschäftshaus Halberstädter Straße 157                           | Das Wohn- und Geschäftshaus wurde 1884 erbaut. Es ist ein viergeschossiger Bau mit sieben Achsen und einem Flachdach. Das Erdgeschoss ist rustiziert, die anderen Geschosse sind durch Gesimse gegliedert. | 094 81995          | Baudenkmal     | Wohn- und Geschäftshaus Halberstädter Straße 157                           |
| Halberstädter Straße 158 (Karte) | Wohnhaus Halberstädter Straße 158                                          | Das Wohnhaus wurde im Jahr 1887 erbaut. Es ist ein viergeschossiges Haus mit einem flachen Satteldach. die jeweils beiden äußeren Achsen sind durch Risalite hervorgehoben. Hier wurde die Fassade mit Halbsäulen mit Sockel und Pilastern hervorgehoben. | 094 81996          | Baudenkmal     | Wohnhaus Halberstädter Straße 158                                          |
| Halberstädter Straße 162 (Karte) | Wohnhaus Halberstädter Straße 162                                          | Wohnhaus viergeschossiges Haus in Formen des Jugendstils aus dem Jahr 1904 | 094 81999          | Baudenkmal     | Wohnhaus Halberstädter Straße 162                                          |
| Halberstädter Straße 163 (Karte) | Wohn- und Geschäftshaus Halberstädter Straße 163                           | Wohn- und Geschäftshaus dreinhalbgeschossiges schmales Gebäude in Formen des Jugendstil aus der Zeit um das Jahr 1900 | 094 82001          | Baudenkmal     | Wohn- und Geschäftshaus Halberstädter Straße 163                           |
| Halberstädter Straße 164 (Karte) | Wohn- und Geschäftshaus Halberstädter Straße 164                           | Wohn- und Geschäftshaus viergeschossiges verputztes Gebäude in Formen des Jugendstils von 1904 | 094 82000          | Baudenkmal     | Wohn- und Geschäftshaus Halberstädter Straße 164                           |
| Halberstädter Straße 178 (Karte) | Gasabnahmestelle und -druckreglerstation des Städtischen Gaswerkes         | Gaswerk Die Gasstation des Städtischen Gaswerkes wurde 1933 noch im Stil des Neuen Bauens errichtet. | 094 81960          | Baudenkmal     | Gasabnahmestelle und -druckreglerstation des Städtischen Gaswerkes         |
| Halberstädter Straße 188 (Karte) | Wohnhaus Halberstädter Straße 188                                          | Wohnhaus viereinhalbgeschossiges Wohnhaus aus der Zeit um 1886 im Stil der Neorenaissance | 094 76633          | Baudenkmal     | Wohnhaus Halberstädter Straße 188                                          |
| Halberstädter Straße 190 (Karte) | Wohnhaus Halberstädter Straße 190                                          | Wohnhaus viereinhalbgeschossiges Wohnhaus im Stil der Neorenaissance aus dem Jahr 1886 | 094 76634          | Baudenkmal     | Wohnhaus Halberstädter Straße 190                                          |
| Halberstädter Straße 192 (Karte) | Wohnhaus Halberstädter Straße 192                                          | Wohnhaus viereinhalbgeschossiges Gebäude in markanter Ecklage im Stil der Neorenaissance vom Ende des 19. Jahrhunderts | 094 76635          | Baudenkmal     | Wohnhaus Halberstädter Straße 192                                          |
| Heidestraße 1–3, 3a, 4–18, 22–36 (Karte) | Straßenzug                                                                 | Straßenzug | 094 16798          | Denkmalbereich | Straßenzug                                                                 |
| Heidestraße 1 (Karte) | Wohnhaus                                                                   | Wohnhaus | 094 82006          | Baudenkmal     | Wohnhaus                                                                   |
| Heidestraße 3 (Karte) | Wohnhaus                                                                   | Wohnhaus | 094 82007          | Baudenkmal     | Wohnhaus                                                                   |
| Heidestraße 3a (Karte) | Wohnhaus                                                                   | Wohnhaus | 094 82008          | Baudenkmal     | Wohnhaus                                                                   |
| Heidestraße 4 (Karte) | Wohnhaus                                                                   | Wohnhaus | 094 82009          | Baudenkmal     | Wohnhaus                                                                   |
| Heidestraße 5 (Karte) | Wohnhaus                                                                   | Wohnhaus | 094 82010          | Baudenkmal     | Wohnhaus                                                                   |
| Heidestraße 6 (Karte) | Wohnhaus                                                                   | Wohnhaus | 094 82011          | Baudenkmal     | Wohnhaus                                                                   |
| Heidestraße 7 (Karte) | Wohnhaus                                                                   | Wohnhaus | 094 82012          | Baudenkmal     | Wohnhaus                                                                   |
| Heidestraße 8 (Karte) | Wohnhaus                                                                   | Wohnhaus | 094 82013          | Baudenkmal     | Wohnhaus                                                                   |
| Heidestraße 9 (Karte) | Wohnhaus                                                                   | Wohnhaus | 094 82014          | Baudenkmal     | Wohnhaus                                                                   |
| Heidestraße 10 (Karte) | Wohnhaus                                                                   | Wohnhaus | 094 82015          | Baudenkmal     | Wohnhaus                                                                   |
| Heidestraße 11 (Karte) | Wohnhaus                                                                   | Wohnhaus | 094 82016          | Baudenkmal     | Wohnhaus                                                                   |
| Heidestraße 12 (Karte) | Wohnhaus                                                                   | Wohnhaus | 094 82017          | Baudenkmal     | Wohnhaus                                                                   |
| Heidestraße 13 (Karte) | Wohnhaus                                                                   | Wohnhaus | 094 82018          | Baudenkmal     | Wohnhaus                                                                   |
| Heidestraße 14 (Karte) | Wohnhaus                                                                   | Wohnhaus | 094 82019          | Baudenkmal     | Wohnhaus                                                                   |
| Heidestraße 15 (Karte) | Wohnhaus                                                                   | Wohnhaus | 094 82020          | Baudenkmal     | Wohnhaus                                                                   |
| Heidestraße 16 (Karte) | Wohnhaus                                                                   | Wohnhaus | 094 82021          | Baudenkmal     | Wohnhaus                                                                   |
| Heidestraße 17 (Karte) | Wohnhaus                                                                   | Wohnhaus | 094 82022          | Baudenkmal     | Wohnhaus                                                                   |
| Heidestraße 18, Salzmannstraße 24 (Karte) | Wohnhaus Heidestraße 18, Salzmannstraße 24                                 | viereinhalbgeschossiges Wohnhaus von 1891 mit Stilelementen des Spätklassizismus | 094 82023          | Baudenkmal     | Wohnhaus Heidestraße 18, Salzmannstraße 24                                 |
| Heidestraße 22, Salzmannstraße 20, 22 (Karte) | Wohnhaus Heidestraße 22, Salzmannstraße 20, 22                             | Jugendstil-Wohnhaus aus dem Jahr 1908 in markanter Ecklage | 094 82107          | Baudenkmal     | Wohnhaus Heidestraße 22, Salzmannstraße 20, 22                             |
| Heidestraße 23 (Karte) | Wohnhaus                                                                   | Wohnhaus | 094 82025          | Baudenkmal     | Wohnhaus                                                                   |
| Heidestraße 24 (Karte) | Wohnhaus                                                                   | Wohnhaus | 094 82026          | Baudenkmal     | Wohnhaus                                                                   |
| Heidestraße 25 (Karte) | Wohnhaus                                                                   | Wohnhaus | 094 82027          | Baudenkmal     | Wohnhaus                                                                   |
| Heidestraße 26 (Karte) | Wohnhaus                                                                   | Wohnhaus | 094 82028          | Baudenkmal     | Wohnhaus                                                                   |
| Heidestraße 27 (Karte) | Wohnhaus                                                                   | Wohnhaus | 094 82029          | Baudenkmal     | Wohnhaus                                                                   |
| Heidestraße 28 (Karte) | Wohnhaus                                                                   | Wohnhaus | 094 82030          | Baudenkmal     | Wohnhaus                                                                   |
| Heidestraße 29 (Karte) | Wohnhaus                                                                   | Wohnhaus | 094 82031          | Baudenkmal     | Wohnhaus                                                                   |
| Heidestraße 30 (Karte) | Wohnhaus                                                                   | Wohnhaus | 094 82032          | Baudenkmal     | Wohnhaus                                                                   |
| Heidestraße 31 (Karte) | Wohnhaus                                                                   | Wohnhaus | 094 82033          | Baudenkmal     | Wohnhaus                                                                   |
| Heidestraße 32 (Karte) | Wohnhaus                                                                   | Wohnhaus | 094 82034          | Baudenkmal     | Wohnhaus                                                                   |
| Heidestraße 33 (Karte) | Wohnhaus Heidestraße 33                                                    | Wohnhaus viereinhalbgeschossiger Ziegelbau im Stil der Neorenaissance vom Ende der 1880er Jahre | 094 82035          | Baudenkmal     | Wohnhaus Heidestraße 33                                                    |
| Heidestraße 34 (Karte) | Wohnhaus                                                                   | Wohnhaus | 094 82036          | Baudenkmal     | Wohnhaus                                                                   |
| Heidestraße 35 (Karte) | Wohnhaus                                                                   | Wohnhaus | 094 82037          | Baudenkmal     | Wohnhaus                                                                   |
| Heidestraße 36 (Karte) | Villa                                                                      | Villa | 094 82038          | Baudenkmal     | Villa                                                                      |
| Hellestraße 14 (Karte) | Villa                                                                      | 1903 für den Fabrikanten Heinrich Fölsche erbaut, Entwurf Carl Dabelow, asymmetrischer Grundriss, zahlreiche Risalite, Türme und Erker, Fassade in eklektizistischen Formen und mit Elemente der Neorenaissance und des Jugendstils, seit Jahren Leerstand und Verfall | 094 71295          | Baudenkmal     | Villa                                                                      |
| Helmstedter Straße 3–13, 53–55, 57–61 (Karte) | Straßenzug                                                                 | Straßenzug | 094 82039          | Baudenkmal     | Weitere Bilder                                                             |
| Helmstedter Straße 3 (Karte) | Wohnhaus Helmstedter Straße 3                                              | Wohnhaus viergeschossiges Wohnhaus aus dem letzten Drittel des 19. Jahrhunderts im Stil der Neorenaissance | 094 82041          | Baudenkmal     | Wohnhaus Helmstedter Straße 3                                              |
| Helmstedter Straße 7 (Karte) | Wohnhaus Helmstedter Straße 7                                              | Wohnhaus dreigeschossiges Gebäude im Stil der Neorenaissance aus dem späten 19. Jahrhundert | 094 82043          | Baudenkmal     | Wohnhaus Helmstedter Straße 7                                              |
| Helmstedter Straße 8 (Karte) | Wohnhaus Helmstedter Straße 8                                              | Wohnhaus schlichtes dreigeschossiges Gebäude aus der Zeit um 1870 im Stil des Spätklassizismus | 094 82044          | Baudenkmal     | Wohnhaus Helmstedter Straße 8                                              |
| Helmstedter Straße 9 (Karte) | Wohnhaus Helmstedter Straße 9                                              | Wohnhaus viergeschossiges Gebäude aus der Zeit um 1870/1880 im Stil der Neorenaissance | 094 82045          | Baudenkmal     | Wohnhaus Helmstedter Straße 9                                              |
| Helmstedter Straße 10 (Karte) | Wohnhaus Helmstedter Straße 10                                             | Wohnhaus viergeschossiges Gebäude im Stil der Neorenaissance aus der Zeit um 1870/1880 | 094 82046          | Baudenkmal     | Wohnhaus Helmstedter Straße 10                                             |
| Helmstedter Straße 11 (Karte) | Wohnhaus Helmstedter Straße 11                                             | Wohnhaus viergeschossiges Gebäude im Stil der Neorenaissance aus der Zeit um 1870/1880 | 094 82047          | Baudenkmal     | Wohnhaus Helmstedter Straße 11                                             |
| Helmstedter Straße 12 (Karte) | Wohnhaus Helmstedter Straße 12                                             | Wohnhaus viergeschossiges Gebäude im Stil der Neorenaissance aus der Zeit um 1870/1880 | 094 82048          | Baudenkmal     | Wohnhaus Helmstedter Straße 12                                             |
| Helmstedter Straße 13 (Karte) | Wohnhaus Helmstedter Straße 13                                             | Wohnhaus dreigeschossiges Gebäude im Stil der Neorenaissance aus der Zeit um 1870/1880 | 094 82049          | Baudenkmal     | Wohnhaus Helmstedter Straße 13                                             |
| Helmstedter Straße 33, 33a (Karte) | Wohnhaus Helmstedter Straße 33, 33a                                        | Wohnhaus in der Zeit nach 1874 entstandener gründerzeitlicher Gewerbekomplex, an der Südseite repräsentatives Wohnhaus mit 1904 angefügter Veranda | 094 82050          | Baudenkmal     | Wohnhaus Helmstedter Straße 33, 33a                                        |
| Helmstedter Straße 38 (Karte) | Wohnhaus                                                                   | Wohnhaus | 094 82051          | Baudenkmal     | BW                                                                         |
| Helmstedter Straße 42 (Karte) | Gemeinschafts- und Ganztagssekundarschule Johann Wolfgang von Goethe       | Schule Gebäude im Stil des Neobarocks aus der Zeit zwischen 1900 und 1908 | 094 82052          | Baudenkmal     | Gemeinschafts- und Ganztagssekundarschule Johann Wolfgang von Goethe       |
| Helmstedter Straße 53 (Karte) | Wohnhaus Helmstedter Straße 53                                             | Wohnhaus viereinhalbgeschossiges Eckhaus aus dem Jahr 1884 im Stil der Neorenaissance | 094 82053          | Baudenkmal     | Wohnhaus Helmstedter Straße 53                                             |
| Helmstedter Straße 54 (Karte) | Wohnhaus Helmstedter Straße 54                                             | Wohnhaus viereinhalbgeschossiges Gebäude im Stil der Neorenaissance aus der Zeit um 1880/1890 | 094 82054          | Baudenkmal     | Wohnhaus Helmstedter Straße 54                                             |
| Helmstedter Straße 55 (Karte) | Wohnhaus Helmstedter Straße 55                                             | Wohnhaus viereinhalbgeschossiges Gebäude aus dem späten 19. Jahrhundert im Stil der Neorenaissance | 094 82055          | Baudenkmal     | Wohnhaus Helmstedter Straße 55                                             |
| Helmstedter Straße 57 (Karte) | Wohnhaus Helmstedter Straße 57                                             | Wohnhaus viergeschossiges Klinkerhaus aus dem späten 19. Jahrhundert im Stil der Neorenaissance | 094 82056          | Baudenkmal     | Wohnhaus Helmstedter Straße 57                                             |
| Helmstedter Straße 58 (Karte) | Wohnhaus Helmstedter Straße 58                                             | Wohnhaus viereinhalbgeschossiges Gebäude im Stil der Neorenaissance aus dem späten 19. Jahrhundert | 094 82057          | Baudenkmal     | Wohnhaus Helmstedter Straße 58                                             |
| Helmstedter Straße 59 (Karte) | Wohnhaus Helmstedter Straße 59                                             | Wohnhaus viereinhalbgeschossiges Eckhaus im Stil der Neorenaissance aus dem späten 19. Jahrhundert | 094 82058          | Baudenkmal     | Wohnhaus Helmstedter Straße 59                                             |
| Helmstedter Straße 60 (Karte) | Wohnhaus Helmstedter Straße 60                                             | Wohnhaus viergeschossiges Eckhaus aus der Zeit zwischen 1880 und 1890 im Stil des Neobarocks | 094 82059          | Baudenkmal     | Wohnhaus Helmstedter Straße 60                                             |
| Helmstedter Straße 61 (Karte) | Wohnhaus Helmstedter Straße 61                                             | Wohnhaus viereinhalbgeschossiges Wohnhaus im Stil der Neorenaissance aus dem späten 19. Jahrhundert | 094 82060          | Baudenkmal     | Wohnhaus Helmstedter Straße 61                                             |
| Hesekielstraße 1 (Karte) | Wohnhaus Hesekielstraße 1                                                  | Wohnhaus Fachwerkhaus aus der Zeit ab 1817, ältestes Haus Sudenburgs | 094 82061          | Baudenkmal     | Wohnhaus Hesekielstraße 1                                                  |
| Hesekielstraße 7a (Karte) | Peter-Zincke-Stift                                                         | Altenheim | 094 81841          | Baudenkmal     | Peter-Zincke-Stift                                                         |
| Hesekielstraße 11 (Karte) | Wohnhaus Hesekielstraße 11                                                 | Wohnhaus schmales dreieinhalbgeschossige Wohnhaus von 1893 | 094 82064          | Baudenkmal     | Wohnhaus Hesekielstraße 11                                                 |
| Hesekielstraße 13 (Karte) | Wohnhaus Hesekielstraße 13                                                 | Wohnhaus viergeschossiges Wohnhaus von 1886 im Stil des Neobarocks | 094 82065          | Baudenkmal     | Wohnhaus Hesekielstraße 13                                                 |
| Jordanstraße 5, Schneidersgarten 2 (Karte) | Wohn- und Geschäftshaus Jordanstraße 5, Schneidersgarten 2                 | Wohn- und Geschäftshaus dreigeschossiges Wohnhaus in Ecklage aus dem Jahr 1911 im Jugendstil mit neobarocken Formen | 094 82110          | Baudenkmal     | Wohn- und Geschäftshaus Jordanstraße 5, Schneidersgarten 2                 |
| Jordanstraße 7 (Karte) | Wohnhaus Jordanstraße 7                                                    | Wohnhaus dreigeschossiges Jugendstil-Wohnhaus aus dem Jahr 1912 | 094 82067          | Baudenkmal     | Wohnhaus Jordanstraße 7                                                    |
| Kirchhofstraße 2 (Karte) | Schule                                                                     | Schule | 094 71121          | Baudenkmal     | BW                                                                         |
| Kirchhofstraße 3, 4 (Karte) | Schule                                                                     | Schule | 094 82071          | Baudenkmal     | BW                                                                         |
| Kirchhofstraße 7 (Karte) | Wohnhaus                                                                   | Wohnhaus | 094 82072          | Baudenkmal     | BW                                                                         |
| Kirchhofstraße 8 (Karte) | Wohnhaus                                                                   | Wohnhaus | 094 82073          | Baudenkmal     | BW                                                                         |
| Kirchhofstraße (Karte) | Kapelle                                                                    | Die Kapelle befindet sich auf dem Alten Sudenburger Friedhof. Erbaut wurde die Kapelle um 1880 herum. Es ist ein einschiffiger Ziegelbau mit einem polygonalen Chor und ohne einen Turm oder Dachreiter. Auf der Eingangsseite befindet sich über dem Eingang ein Radfenster, vor dem Eingang befindet sich eine Freitreppe. Auf dem Friedhof finden sich historische Grabsteine aus dem 19. Jahrhundert. | 094 82070          | Baudenkmal     | BW                                                                         |
| Klausenerstraße 1, 3–13, 13a, 15, 17–20, 22, 23, 26, 28, 29, 31a, 34, 38, 40, 41b, 42–45, 47, 49, 51, Lutherstraße 30 (Karte) | Villenkolonie                                                              | Villenkolonie | 094 17257          | Denkmalbereich | Villenkolonie                                                              |
| Klausenerstraße 3 (Karte) | Wohnhaus                                                                   | Wohnhaus | 094 82075          | Baudenkmal     | Wohnhaus                                                                   |
| Klausenerstraße 4 (Karte) | Wohnhaus                                                                   | Wohnhaus | 094 82076          | Baudenkmal     | Wohnhaus                                                                   |
| Klausenerstraße 5 (Karte) | Wohnhaus                                                                   | Wohnhaus | 094 82077          | Baudenkmal     | Wohnhaus                                                                   |
| Klausenerstraße 6 (Karte) | Wohnhaus                                                                   | Wohnhaus | 094 82078          | Baudenkmal     | Wohnhaus                                                                   |
| Klausenerstraße 7 (Karte) | Wohnhaus                                                                   | Wohnhaus | 094 82079          | Baudenkmal     | Wohnhaus                                                                   |
| Klausenerstraße 8 (Karte) | Wohnhaus                                                                   | Wohnhaus | 094 82080          | Baudenkmal     | Wohnhaus                                                                   |
| Klausenerstraße 9 (Karte) | Villa                                                                      | Villa | 094 82081          | Baudenkmal     | Villa                                                                      |
| Klausenerstraße 10 (Karte) | Villa                                                                      | Villa | 094 17258          | Baudenkmal     | Villa                                                                      |
| Klausenerstraße 11–13 (Karte) | Villa Wolf                                                                 | Die Villa wurde von 1886 bis 1887 erbaut, der Bauherr war der Bankdirektor Albert Marcks. 1889 wurde die Villa an Rudolf Wolf einen Fabrikanten verkauft. Von 1950 bis Ende 1960er Jahre befand sich hier das Zentrum der jüdischen Gemeinde. Danach saß hier die SED-Bezirksleitung mit der Magdeburger Überwachungszentrale. Es ist ein zweigeschossiger neugotischer Bau im Stil der hannoverschen Schule. Geprägt wird der Bau von einem hohen Treppenturm mit einem Spitzhelm. Im Inneren befinden sich Malereien von Adolf Rettelbusch. | 094 17259          | Baudenkmal     | Villa Wolf                                                                 |
| Klausenerstraße 13a (Karte) | Villa                                                                      | Villa | 094 17260          | Baudenkmal     | Villa                                                                      |
| Klausenerstraße 15 (Karte) | Villa                                                                      | Villa | 094 17261          | Baudenkmal     | Villa                                                                      |
| Klausenerstraße 17 (Karte) | Villa                                                                      | Villa | 094 17262          | Baudenkmal     | Villa                                                                      |
| Klausenerstraße 18 (Karte) | Villa                                                                      | Villa | 094 17263          | Baudenkmal     | Villa                                                                      |
| Klausenerstraße 19 (Karte) | Villa                                                                      | Villa | 094 17264          | Baudenkmal     | Villa                                                                      |
| Klausenerstraße 20 (Karte) | Villa                                                                      | Villa | 094 17265          | Baudenkmal     | Villa                                                                      |
| Klausenerstraße 22 (Karte) | Villa                                                                      | Villa | 094 17267          | Baudenkmal     | Villa                                                                      |
| Klausenerstraße 23 (Karte) | Villa                                                                      | Villa | 094 17268          | Baudenkmal     | Villa                                                                      |
| Klausenerstraße 26, 28 (Karte) | Villa                                                                      | Villa | 094 17269          | Baudenkmal     | Villa                                                                      |
| Klausenerstraße 29 (Karte) | Villa                                                                      | Villa | 094 17270          | Baudenkmal     | Villa                                                                      |
| Klausenerstraße 34 (Karte) | Villa                                                                      | Villa | 094 17272          | Baudenkmal     | Villa                                                                      |
| Klausenerstraße 38 (Karte) | Villa                                                                      | Villa | 107 15010          | Baudenkmal     | Villa                                                                      |
| Klausenerstraße 40 (Karte) | Villa                                                                      | Villa | 094 17273          | Baudenkmal     | Villa                                                                      |
| Klausenerstraße 41b (Karte) | Wohnhaus                                                                   | Wohnhaus | 094 17253          | Baudenkmal     | Wohnhaus                                                                   |
| Klausenerstraße 42 (Karte) | Villa                                                                      | Villa | 094 17274          | Baudenkmal     | Villa                                                                      |
| Klausenerstraße 43, 45 (Karte) | Wohnhaus                                                                   | Wohnhaus | 094 17275          | Baudenkmal     | Wohnhaus                                                                   |
| Klausenerstraße 44 (Karte) | Villa                                                                      | Villa | 094 17276          | Baudenkmal     | Villa                                                                      |
| Klausenerstraße 47 (Karte) | Villa                                                                      | Villa | 094 17278          | Baudenkmal     | Villa                                                                      |
| Klausenerstraße 49, 51 (Karte) | Wohnhaus                                                                   | Wohnhaus | 094 17279          | Baudenkmal     | Wohnhaus                                                                   |
| Langer Weg 10 (Karte) | Wohnhaus                                                                   | Wohnhaus | 094 81831          | Baudenkmal     | Wohnhaus                                                                   |
| Langer Weg 11 (Karte) | Wohn- und Geschäftshaus                                                    | Wohn- und Geschäftshaus | 094 81830          | Baudenkmal     | Wohn- und Geschäftshaus                                                    |
| Langer Weg 12 (Karte) | Wohnhaus                                                                   | Wohnhaus | 094 81829          | Baudenkmal     | Wohnhaus                                                                   |
| Langer Weg 13 (Karte) | Wohn- und Geschäftshaus                                                    | Wohn- und Geschäftshaus | 094 81828          | Baudenkmal     | Wohn- und Geschäftshaus                                                    |
| Langer Weg 14 (Karte) | Wohn- und Geschäftshaus                                                    | Wohn- und Geschäftshaus | 094 81833          | Baudenkmal     | Wohn- und Geschäftshaus                                                    |
| Langer Weg 41, 42 (Karte) | Wohnhaus                                                                   | Wohnhaus | 094 70967          | Baudenkmal     | Wohnhaus                                                                   |
| Langer Weg 45 (Karte) | Fabrik                                                                     | Fabrik | 094 70966          | Baudenkmal     | Fabrik                                                                     |
| Langer Weg 52 (Karte) | Villa                                                                      | Villa | 094 81842          | Baudenkmal     | Villa                                                                      |
| Langer Weg 53 (Karte) | Wohnhaus                                                                   | Wohnhaus | 094 81827          | Baudenkmal     | Wohnhaus                                                                   |
| Langer Weg 54 (Karte) | Wohnhaus                                                                   | Wohnhaus | 094 81826          | Baudenkmal     | Wohnhaus                                                                   |
| Langer Weg 67 (Karte) | Villa                                                                      | Villa | 094 82082          | Baudenkmal     | Villa                                                                      |
| Langer Weg 68, 69 (Karte) | Wohnhaus                                                                   | Wohnhaus | 094 82083          | Baudenkmal     | Wohnhaus                                                                   |
| Leipziger Straße 1d (Karte) | Wohn- und Geschäftshaus Leipziger Straße 1d                                | fünfgeschossiges Wohn- und Geschäftshaus aus der Zeit um 1880/1890, im Stil des Neobarock gestaltet | 094 82736          | Baudenkmal     | Wohn- und Geschäftshaus Leipziger Straße 1d                                |
| Leipziger Straße 2 (Karte) | Wohn- und Geschäftshaus Leipziger Straße 2                                 | viereinhalbgeschossiges Wohn- und Geschäftshaus im Stil des Neobarock von 1892 | 094 82737          | Baudenkmal     | Wohn- und Geschäftshaus Leipziger Straße 2                                 |
| Lemsdorfer Weg 6 (Karte) | Wohn- und Geschäftshaus Lemsdorfer Weg 6                                   | viergeschossiges Wohn- und Geschäftshaus von 1886 | 094 82085          | Baudenkmal     | Wohn- und Geschäftshaus Lemsdorfer Weg 6                                   |
| Lemsdorfer Weg 8, 10 (Karte) | Wohn- und Geschäftshaus                                                    | Wohn- und Geschäftshaus | 094 82086          | Baudenkmal     | BW                                                                         |
| Lemsdorfer Weg 12 (Karte) | Wohn- und Geschäftshaus Lemsdorfer Weg 12                                  | fünfgeschossiges Wohn- und Geschäftshaus von 1887 | 094 82088          | Baudenkmal     | Wohn- und Geschäftshaus Lemsdorfer Weg 12                                  |
| Lemsdorfer Weg 14 (Karte) | Wohn- und Geschäftshaus Lemsdorfer Weg 14                                  | viereinhalbgeschossiges Wohn- und Geschäftshaus von 1887 | 094 82089          | Baudenkmal     | Wohn- und Geschäftshaus Lemsdorfer Weg 14                                  |
| Lemsdorfer Weg 21, 23, 25 (Karte) | Volksbad Sudenburg                                                         | Badeanstalt, Das älteste Gebäude des ehemaligen Volksbades wurde von 1890 bis 1891 erbaut. | 094 15594          | Baudenkmal     | Volksbad Sudenburg                                                         |
| Lemsdorfer Weg 22, Salzmannstraße 2 (Karte) | Wohn- und Geschäftshaus Lemsdorfer Weg 22, Salzmannstraße 2                | Wohn- und Geschäftshaus vom Ende des 19. Jahrhunderts im Stil der Neorenaissance | 094 82090          | Baudenkmal     | Wohn- und Geschäftshaus Lemsdorfer Weg 22, Salzmannstraße 2                |
| Lemsdorfer Weg 26 (Karte) | Wohnhaus                                                                   | Wohnhaus | 094 82091          | Baudenkmal     | BW                                                                         |
| Lutherstraße 6 (Karte) | Wohnhaus                                                                   | Wohnhaus | 094 82093          | Baudenkmal     | Wohnhaus                                                                   |
| Lutherstraße 7 (Karte) | Wohnhaus                                                                   | Wohnhaus | 094 82094          | Baudenkmal     | Wohnhaus                                                                   |
| Lutherstraße 12 (Karte) | Wohnhaus                                                                   | Wohnhaus | 094 82095          | Baudenkmal     | Wohnhaus                                                                   |
| Lutherstraße 13 (Karte) | Wohnhaus                                                                   | Wohnhaus | 094 82096          | Baudenkmal     | Wohnhaus                                                                   |
| Lutherstraße 14 (Karte) | Wohnhaus                                                                   | Wohnhaus | 094 35499          | Baudenkmal     | Wohnhaus                                                                   |
| Lutherstraße 15 (Karte) | Wohnhaus                                                                   | Wohnhaus | 094 82097          | Baudenkmal     | Wohnhaus                                                                   |
| Lutherstraße 16 (Karte) | Wohnhaus                                                                   | Wohnhaus | 094 82098          | Baudenkmal     | Wohnhaus                                                                   |
| Lutherstraße 19, 19a (Karte) | Wohnhaus                                                                   | Wohnhaus | 094 81832          | Baudenkmal     | Wohnhaus                                                                   |
| Lutherstraße 22 (Karte) | Wohnhaus                                                                   | Wohnhaus | 094 82101          | Baudenkmal     | Wohnhaus                                                                   |
| Lutherstraße 23 (Karte) | Wohnhaus                                                                   | Wohnhaus | 094 82102          | Baudenkmal     | Wohnhaus                                                                   |
| Lutherstraße 24 (Karte) | Wohnhaus                                                                   | Wohnhaus | 094 82103          | Baudenkmal     | Wohnhaus                                                                   |
| Lutherstraße 30 (Karte) | Villa                                                                      | Villa | 094 17282          | Baudenkmal     | Villa                                                                      |
| Otto-Richter-Straße 1–5, 6a–c, 40a–c, 41–45 (Karte) | Otto-Richter-Straße                                                        | Straßenzug | 094 71175          | Denkmalbereich | Otto-Richter-Straße                                                        |
| Rottersdorfer Straße 1 (Karte) | Wohnhaus Rottersdorfer Straße 1                                            | Wohnhaus aus der ersten Hälfte des 19. Jahrhunderts | 094 70337          | Baudenkmal     | Wohnhaus Rottersdorfer Straße 1                                            |
| Rottersdorfer Straße 3 (Karte) | Wohnhaus Rottersdorfer Straße 3                                            | zweieinhalbgeschossiges Wohnhaus im Stil der Neorenaissance vom Ende des 19. Jahrhunderts | 094 76831          | Baudenkmal     | Wohnhaus Rottersdorfer Straße 3                                            |
| Rottersdorfer Straße 6 (Karte) | Wohn- und Geschäftshaus Rottersdorfer Straße 6                             | dreigeschossiges Wohn- und Geschäftshaus im Stil der Neorenaissance von 1894 | 094 76832          | Baudenkmal     | Wohn- und Geschäftshaus Rottersdorfer Straße 6                             |
| Rottersdorfer Straße 8, 9 (Karte) | Wohn- und Geschäftshaus Rottersdorfer Straße 8, 9                          | Wohn- und Geschäftshaus im Stil der Neorenaissance von 1887 | 094 76834          | Baudenkmal     | Wohn- und Geschäftshaus Rottersdorfer Straße 8, 9                          |
| Rottersdorfer Straße 9a-b (Karte) | Sankt-Marien-Kirche                                                        | Kirche Die katholische Kirche wurde 1867 im neugotischen Stil erbaut. Der Entwurf kam vom Paderborner Diözesanbaumeister Arnold Güldenpfennig. Es ist eine Backsteinbasilika im neugotischen Stil mit einem Ostturm. Erbaut wurde die Kirche für Arbeiter aus katholischen Provinzen, die nach Magdeburg kamen, um hier zu arbeiten. | 094 70013          | Baudenkmal     | Weitere Bilder                                                             |
| Rottersdorfer Straße 10 (Karte) | Wohn- und Geschäftshaus Rottersdorfer Straße 10                            | Wohn- und Geschäftshaus im Stil der Neorenaissance von 1887 | 094 70733          | Baudenkmal     | Wohn- und Geschäftshaus Rottersdorfer Straße 10                            |
| Salzmannstraße 9–13, 15 (Karte) | Berufsbildende Schulen Hermann Beims                                       | Schulgebäude vom Ende des 19. Jahrhunderts | 094 76758          | Baudenkmal     | Berufsbildende Schulen Hermann Beims                                       |
| Salzmannstraße 18 (Karte) | Wohnhaus Salzmannstraße 18                                                 | dreieinhalbgeschossiges Wohnhaus von 1903 | 094 76758          | Baudenkmal     | Wohnhaus Salzmannstraße 18                                                 |
| Salzmannstraße 28 (Karte) | Krakausche Villa                                                           | Villa aus dem Jahr 1895 im Stil des französischen Barocks | 094 70023          | Baudenkmal     | Krakausche Villa                                                           |
| Schneidersgarten (Karte) | Grabstätte der Familie Schneider                                           | Grabmal Die Grabstätte der Familie Wilhelm Schneider im Park Schneidersgarten wurde in der ersten Hälfte des 19. Jahrhunderts angelegt. Ursprünglich war der Park ein Villengarten mit einer Größe von 1,3 Hektar. Der Villengarten wurde seitdem aber stark verändert. Die Grabstätte besteht aus acht Grabmonumenten aus Stein im Stil des Klassizismus. | 094 70020          | Baudenkmal     | Grabstätte der Familie Schneider                                           |
| Schöninger Straße 4, 5 (Karte) | Wohnhaus Schöninger Straße 4, 5                                            | viergeschossiges Wohnhaus im Stil des Neobarock aus der Zeit um 1880/1890 | 094 82112          | Baudenkmal     | Wohnhaus Schöninger Straße 4, 5                                            |
| Schöninger Straße 6, 7 (Karte) | Wohnhaus Schöninger Straße 6, 7                                            | viergeschossiges Wohnhaus aus dem späten 19. Jahrhundert im Stil der Neorenaissance | 094 82113          | Baudenkmal     | Wohnhaus Schöninger Straße 6, 7                                            |
| Schöninger Straße 28 (Karte) | Wohnhaus Schöninger Straße 28                                              | viergeschossiges Wohnhaus im Stil der Neorenaissance aus dem Jahr 1887 | 094 82114          | Baudenkmal     | Wohnhaus Schöninger Straße 28                                              |
| Schöninger Straße 30 (Karte) | Wohnhaus Schöninger Straße 30                                              | viergeschossiges Wohnhaus im Stil der Neorenaissance von 1895 | 094 82115          | Baudenkmal     | Weitere Bilder                                                             |
| Schöninger Straße 31 (Karte) | Wohnhaus Schöninger Straße 31                                              | schmales viergeschossiges Wohnhaus im Stil der italienischen Neorenaissance von 1894 | 094 82116          | Baudenkmal     | Weitere Bilder                                                             |
| Schöninger Straße 33, 34 (Karte) | Wohn- und Geschäftshaus Schöninger Straße 33, 34                           | Wohn- und Geschäftshaus viereinhalbgeschossiger Bau aus dem Jahr 1886 im Stil der Neorenaissance | 094 82118          | Baudenkmal     | Wohn- und Geschäftshaus Schöninger Straße 33, 34                           |
| St.-Michael-Straße 5 (Karte) | Wohnhaus St.-Michael-Straße 5                                              | viergeschossiges Wohnhaus von 1886 im Stil der Neorenaissance | 094 76647          | Baudenkmal     | Wohnhaus St.-Michael-Straße 5                                              |
| St.-Michael-Straße 6 (Karte) | Wohnhaus St.-Michael-Straße 6                                              | viereinhalbgeschossiges Wohnhaus aus dem Jahr 1887 im Stil der Neorenaissance | 094 76648          | Baudenkmal     | Wohnhaus St.-Michael-Straße 6                                              |
| St.-Michael-Straße 10 (Karte) | Wohnhaus St.-Michael-Straße 10                                             | Wohnhaus | 094 76650          | Baudenkmal     | Wohnhaus St.-Michael-Straße 10                                             |
| St.-Michael-Straße 13 (Karte) | Wohnhaus St.-Michael-Straße 13                                             | viereinhalbgeschossiges Wohnhaus von 1887 im Stil der Neorenaissance | 094 76651          | Baudenkmal     | Wohnhaus St.-Michael-Straße 13                                             |
| St.-Michael-Straße 14 (Karte) | Wohnhaus St.-Michael-Straße 14                                             | viereinhalbgeschossiges Wohnhaus von 1887 im Stil der Neorenaissances | 094 76652          | Baudenkmal     | Wohnhaus St.-Michael-Straße 14                                             |
| St.-Michael-Straße 22 (Karte) | Wohnhaus St.-Michael-Straße 22                                             | schlichtes Wohnhaus aus dem Jahr 1866 | 094 82120          | Baudenkmal     | Wohnhaus St.-Michael-Straße 22                                             |
| St.-Michael-Straße 23 (Karte) | Wohnhaus St.-Michael-Straße 23                                             | schlichtes Wohnhaus aus dem Jahr 1877, wird als Pension Napoleon betrieben | 094 82121          | Baudenkmal     | Wohnhaus St.-Michael-Straße 23                                             |
| St.-Michael-Straße 56 (Karte) | Wohnhaus St.-Michael-Straße 56                                             | Mietshaus aus der Mitte der 1860er Jahre mit spätklassizistischer Fassadengestaltung | 094 71420          | Baudenkmal     | Wohnhaus St.-Michael-Straße 56                                             |
| St.-Michael-Straße 56a (Karte) | Wohnhaus St.-Michael-Straße 56a                                            | Mietshaus aus der Mitte der 1860er Jahre mit spätklassizistischer Fassadengestaltung | 094 71421          | Baudenkmal     | Wohnhaus St.-Michael-Straße 56a                                            |
| St.-Michael-Straße 57 (Karte) | Wohnhaus St.-Michael-Straße 57                                             | dreigeschossiges Wohnhaus im Stil der Neorenaissance von 1886 | 094 71419          | Baudenkmal     | Wohnhaus St.-Michael-Straße 57                                             |
| Wolfenbütteler Straße 12 (Karte) | Wohnhaus                                                                   | Wohnhaus | 094 82125          | Baudenkmal     | Wohnhaus                                                                   |
| Wolfenbütteler Straße 13 (Karte) | Wohnhaus                                                                   | Wohnhaus | 094 82126          | Baudenkmal     | Wohnhaus                                                                   |
| Wolfenbütteler Straße 14 (Karte) | Wohnhaus                                                                   | Wohnhaus | 094 82127          | Baudenkmal     | Wohnhaus                                                                   |
| Wolfenbütteler Straße 15 (Karte) | Wohnhaus                                                                   | Wohnhaus | 094 82128          | Baudenkmal     | Wohnhaus                                                                   |
| Wolfenbütteler Straße 16 (Karte) | Wohnhaus                                                                   | Wohnhaus | 094 82129          | Baudenkmal     | Wohnhaus                                                                   |
| Wolfenbütteler Straße 19 (Karte) | Wohnhaus                                                                   | Wohnhaus | 094 82130          | Baudenkmal     | Wohnhaus                                                                   |
| Wolfenbütteler Straße 20 (Karte) | Wohnhaus                                                                   | Wohnhaus | 094 82131          | Baudenkmal     | Wohnhaus                                                                   |
| Wolfenbütteler Straße 21 (Karte) | Wohnhaus                                                                   | Wohnhaus | 094 82132          | Baudenkmal     | BW                                                                         |
| Wolfenbütteler Straße 22 (Karte) | Wohnhaus                                                                   | Wohnhaus | 094 82133          | Baudenkmal     | Wohnhaus                                                                   |
| Wolfenbütteler Straße 24 (Karte) | Wohnhaus                                                                   | Wohnhaus | 094 82135          | Baudenkmal     | Wohnhaus                                                                   |
| Wolfenbütteler Straße 41 (Karte) | Wohnhaus                                                                   | Wohnhaus | 094 18239          | Baudenkmal     | Wohnhaus                                                                   |
| Wolfenbütteler Straße 42 (Karte) | Wohnhaus                                                                   | Wohnhaus | 094 82137          | Baudenkmal     | Wohnhaus                                                                   |
| Wolfenbütteler Straße 43 (Karte) | Wohnhaus                                                                   | Wohnhaus | 094 82138          | Baudenkmal     | Wohnhaus                                                                   |
| Wolfenbütteler Straße 44 (Karte) | Wohnhaus                                                                   | Wohnhaus | 094 82139          | Baudenkmal     | Wohnhaus                                                                   |
| Wolfenbütteler Straße 45 (Karte) | Wohnhaus                                                                   | Wohnhaus | 094 82140          | Baudenkmal     | Wohnhaus                                                                   |
| Wolfenbütteler Straße 46 (Karte) | Wohnhaus                                                                   | Wohnhaus | 094 82141          | Baudenkmal     | Wohnhaus                                                                   |
| Wolfenbütteler Straße 47 (Karte) | Wohnhaus                                                                   | Wohnhaus | 094 82142          | Baudenkmal     | Wohnhaus                                                                   |
| Wolfenbütteler Straße 48 (Karte) | Wohnhaus                                                                   | Wohnhaus | 094 82143          | Baudenkmal     | Wohnhaus                                                                   |
| Wolfenbütteler Straße 49 (Karte) | Wohnhaus                                                                   | Wohnhaus | 094 82144          | Baudenkmal     | Wohnhaus                                                                   |
| Wolfenbütteler Straße 50 (Karte) | Wohnhaus                                                                   | Wohnhaus | 094 82145          | Baudenkmal     | Wohnhaus                                                                   |
| Wolfenbütteler Straße 60 (Karte) | Wohnhaus                                                                   | Wohnhaus | 094 82147          | Baudenkmal     | Wohnhaus                                                                   |
| Wolfenbütteler Straße 61 (Karte) | Wohnhaus                                                                   | Wohnhaus | 094 82148          | Baudenkmal     | Wohnhaus                                                                   |
| Wolfenbütteler Straße 62 (Karte) | Wohnhaus                                                                   | Wohnhaus | 094 82149          | Baudenkmal     | Wohnhaus                                                                   |
| Wolfenbütteler Straße 63 (Karte) | Wohnhaus                                                                   | Wohnhaus | 094 82150          | Baudenkmal     | Wohnhaus                                                                   |
| Wolfenbütteler Straße 64 (Karte) | Wohnhaus                                                                   | Wohnhaus | 094 82151          | Baudenkmal     | Wohnhaus                                                                   |
| Wolfenbütteler Straße 65 (Karte) | Wohnhaus                                                                   | Wohnhaus | 094 82152          | Baudenkmal     | Wohnhaus                                                                   |
| Wolfenbütteler Straße 66 (Karte) | Wohnhaus                                                                   | Wohnhaus | 094 82153          | Baudenkmal     | Wohnhaus                                                                   |
| Wolfenbütteler Straße 67 (Karte) | Wohnhaus                                                                   | Wohnhaus | 094 82154          | Baudenkmal     | Wohnhaus                                                                   |
| Wolfenbütteler Straße 68 (Karte) | Wohnhaus                                                                   | Wohnhaus | 094 82155          | Baudenkmal     | Wohnhaus                                                                   |
| Wolfenbütteler Straße 69 (Karte) | Wohnhaus                                                                   | Wohnhaus | 094 82156          | Baudenkmal     | Wohnhaus                                                                   |
| Wormser Platz 3 (Karte) | Wohnhaus                                                                   | Das Wohnhaus wurde Anfang des 20. Jahrhunderts im Jugendstil erbaut. Es ist ein dreigeschossiges, traufständiges Haus mit einem Mansarddach. Die beiden Obergeschosse sind getrennt durch Pilaster. Der Eingang befindet sich in der Mitte des Hauses. | 094 82157          | Baudenkmal     | BW                                                                         |

## Ehemalige Denkmale
Die nachfolgenden Objekte waren ursprünglich ebenfalls denkmalgeschützt oder wurden in der Literatur als Kulturdenkmale geführt. Die Denkmale bestehen heute jedoch nicht mehr, ihre Unterschutzstellung wurde aufgehoben oder sie werden nicht mehr als Denkmale betrachtet.
| Lage                               | Bezeichnung                             | Beschreibung | Erfassungs- nummer | Ausweisungsart | Bild                                    |
| ---------------------------------- | --------------------------------------- | --- | ------------------ | -------------- | --------------------------------------- |
| Blankenburger Straße 58–70         | Maschinenbaufabrik Röhrig & König       | ehemalige Fabrikanlage, bis auf geringe Reste abgerissen | 094 80278          | Baudenkmal     |                                         |
| Braunschweiger Straße 25           | Gedenktafel am Theater der Freundschaft | Gedenktafel an die Vereinigung von KPD und SPD zur SED im Bezirk Magdeburg am 30. und 31. März 1946, die in diesem Haus stattfand, wird heute nicht mehr als Denkmal geführt | B 1.1.7            | Baudenkmal     | Gedenktafel am Theater der Freundschaft |
| Helmstedter Straße 4, 5 (Karte)    | Wohnhaus                                | Wohnhaus, wird zumindest seit 2015 nicht mehr als Denkmal geführt | 094 82042          | Baudenkmal     | BW                                      |
| Lemsdorfer Weg 33 (Karte)          | Kinderkrippe                            | vermutlich nicht mehr existent 1952 errichtete Kinderkrippe, wird zumindest seit 2009 nicht mehr als Denkmal geführt                                                         |                    | Baudenkmal     | BW                                      |
| Lutherstraße, an Straßeneinmündung | Pumpe                                   | Pumpe, wird zumindest seit 2009 nicht mehr als Denkmal geführt | 094 76661          |                |                                         |
| Wolfenbütteler Straße 51 (Karte)   | Wohnhaus                                | Wohnhaus nicht mehr existent, wird seit 2009 nicht mehr als Denkmal geführt                                                                                                  | 094 82146          |                | BW                                      |

## Legende
In den Spalten befinden sich folgende Informationen:
- Lage: Nennt den Straßennamen und wenn vorhanden die Hausnummer des Kulturdenkmals. Die Grundsortierung der Liste erfolgt nach dieser Adresse. Der Link „Karte“ führt zu verschiedenen Kartendarstellungen und nennt die geographischen Koordinaten.
Link zu einem Kartenansichtstool, um Koordinaten zu setzen. In der Kartenansicht sind Baudenkmale ohne Koordinaten mit einem roten bzw. orangen Marker dargestellt und können in der Karte gesetzt werden. Baudenkmale ohne Bild sind mit einem blauen bzw. roten Marker gekennzeichnet, Baudenkmale mit Bild mit einem grünen bzw. orangen Marker.
- Offizielle Bezeichnung: Nennt den Namen, die Bezeichnung oder zumindest die Art des Kulturdenkmals und verlinkt, soweit vorhanden, auf den Artikel zum Objekt.
- Beschreibung: Nennt bauliche und geschichtliche Einzelheiten des Kulturdenkmals, vorzugsweise die Denkmaleigenschaften.
- Erfassungsnummer: Für jedes Kulturdenkmal wird in Sachsen-Anhalt eine 20stellige Erfassungsnummer vergeben. Die letzten zwölf Ziffern werden für die Untergliederung nach Teilobjekten genutzt und werden nur angegeben, soweit vergeben. In dieser Spalte kann sich folgendes Icon  befinden, dies führt zu Angaben zu diesem Baudenkmal bei Wikidata.
- Ausweisungsart: Die Einordnung des Denkmales nach § 2 Abs. 2 DenkmSchG LSA
- Bild: Ein Bild des Denkmales, und gegebenenfalls einen Link zu weiteren Fotos des Kulturdenkmals im Medienarchiv Wikimedia Commons. Wenn man auf das Kamerasymbol klickt, können Fotos zu Kulturdenkmalen aus dieser Liste hochgeladen werden: